# Znowu w grze
Znowu w grze – komediowy amerykański serial telewizyjny wyprodukowany przez ABC. Serial był emitowany od 25 września 2013 roku. Pomysłodawcami serialu są Mark Cullen i Robb Cullen, którzy jednocześnie są producentami wykonawczymi. 1 listopada 2013 roku ABC ogłosiła anulowanie serialu.

## Fabuła
Serial komediowy opowiadający o Terry Gannon, która jest świeżo po rozwodzie i wprowadza się do swojego ojca, byłego bejsbolisty. Jej syn chce zaimponować dziewczynie ze szkoły i dostać się do drużyny bejsbolowej, jest jednak beznadziejny więc Terry wpada na pomysł bycia trenerką drużyny dzieciaków która nie dostała się do szkolnej reprezentacji z jej synem na czele.

## Obsada
- Maggie Lawson jako Terry Gannon Jr.
- James Caan jako Terry „The Cannon” Gannon Sr.
- Griffin Gluck jako Danny Gannon
- Ben Koldyke jako Dick Slingbaugh
- Lenora Crichlow jako Gigi Fernandez-Lovette
- Cooper Roth jako David Slingbaugh
- J.J. Totah jako Michael Lovette

## Gościnne występy
- Jane Seymour jako Crosby, nauczycielka Danny’ego[3]

## Odcinki
| Sezon | Sezon | Odcinki | Oryginalna emisja Stany Zjednoczone | Oryginalna emisja Stany Zjednoczone | Oryginalna emisja Polska | Oryginalna emisja Polska | Oryginalna emisja Polska |
| Sezon | Sezon | Odcinki | Premiera sezonu                     | Finał sezonu                        | Premiera sezonu          | Finał sezonu             |                          |
| ----- | ----- | ------- | ----------------------------------- | ----------------------------------- | ------------------------ | ------------------------ | ------------------------ |
|       | 1     | 13      | 25 września 2013                    | brak danych                         | 27 listopada 2014        | 15 grudnia 2014          |                          |

### Sezon 1 (2013–2014)
| Nr | #  | Tytuł                          | Reżyseria                 | Scenariusz                   | Premiera             | Premiera          |
| -- | -- | ------------------------------ | ------------------------- | ---------------------------- | -------------------- | ----------------- |
| 1  | 1  | Pilot                          | John Requa, Glenn Ficarra | Robb Cullen, Mark Cullen     | 25 września 2013     | 27 listopada 2014 |
| 2  | 2  | Stay In or Bail Out            | Warren Lieberstein        | Eric Appel                   | 2 października 2013  | 28 listopada 2014 |
| 3  | 3  | Play Hard or Go Home           | Eyal Gordin               | Gregg Mettler                | 9 października 2013  | 1 grudnia 2014    |
| 4  | 4  | The Change Up                  | Eyal Gordin               | Joe Lawson                   | 16 października 2013 | 2 grudnia 2014    |
| 5  | 5  | She. Could. Go. All. The. Way! | Joe Nussbaum              | Eric Goldberg, Peter Tibbals | 23 października 2013 | 3 grudnia 2014    |
| 6  | 6  | Night Games                    | David Katzenberg          | Scott Boden Hodges           | 30 października 2013 | 4 grudnia 2014    |
| 7  | 7  | Safety Squeeze                 | Jeff Melman               | Kevin Garnett                | 13 listopada 2013    | 5 grudnia 2014    |
| 8  | 8  | No Crying in Baseball          | Charles Minsky            | Daisy Gardner                | 20 listopada 2013    | 8 grudnia 2014    |
| 9  | 9  | Massive Election               | Eric Appel                | Robb & Mark Cullen           | 4 grudnia 2013       | 9 grudnia 2014    |
| 10 | 10 | I'll Slide Home for Christmas  | Lev L. Spiro              | Corinne Kingsbury            | 11 grudnia 2013      | 10 grudnia 2014   |
| 11 | 11 | Color Barrier                  | Lev L. Spiro              | Robb i Mark Cullen           | nieemitowany         | 11 grudnia 2014   |
| 12 | 12 | Sports Therapy                 | Michael Patrick Jann      | Gregg Mettler                | nieemitowany         | 12 grudnia 2014   |
| 13 | 13 | Who's on First                 | Charles Minsky            | John Requa, Glenn Ficarra    | nieemitowany         | 15 grudnia 2014   |